# Ngũ Liên
Ngũ Liên (tiếng Trung: 五莲县; bính âm: Wǔlián Xiàn) là một huyện của địa cấp thị Nhật Chiếu, tỉnh Sơn Đông, Trung Quốc.

### Trấn
| - Hồng Ngưng (洪凝镇) - Nhai Đầu (街头镇) - Triều Hà (潮河镇) - Hứa Mạnh (许孟镇) - Vu Lý (于里镇 | - Uông Hồ (汪湖镇) - Khấu Quan (叩官镇) - Trung Chí (中至镇) - Cao Trạch (高泽镇) |

### Hương
- Thạch Trường (石场乡)
- Hộ Bộ (户部乡)
- Tùng Bá (松柏乡)